# کلینگکی
کلینگکی (به لهستانی:  Klejniki) یک روستا در لهستان است که در گمینا چژه واقع شده‌است.